# Freddy Cossío
José Freddy Cossío López (Cochabamba, 1 de marzo de 1967) es un exfutbolista y entrenador boliviano. Como jugador, se desempeñó como defensa. Fue internacional con la Selección Boliviana en tres ocasiones. Es hermano de los futbolistas Jorge y Roger Cossio.

## Clubes

### Como jugador
| Club              | País    | Año         |
| ----------------- | ------- | ----------- |
| San José          | Bolivia | 1986 - 1988 |
| Litoral           | Bolivia | 1989        |
| The Strongest     | Bolivia | 1990        |
| Jorge Wilstermann | Bolivia | 1991 - 1992 |
| San José          | Bolivia | 1993 - 1999 |

### Como entrenador
| Club     | País    | Año         |
| -------- | ------- | ----------- |
| San José | Bolivia | 2015 - 2016 |
| San José | Bolivia | 2017        |

## Palmarés

### Como jugador
Títulos nacionales
| Título           | Club     | País    | Año  |
| ---------------- | -------- | ------- | ---- |
| Primera División | San José | Bolivia | 1995 |

Torneos cortos
| Título          | Club     | País    | Año  |
| --------------- | -------- | ------- | ---- |
| Torneo Apertura | San José | Bolivia | 1995 |